# Благоје Кошанин
Благоје Кошанин (Газиводе, Зубин Поток, 8. јануара 1940 — Косовска Митровица, 24. новембар 2013) био је српски композитор и текстописац народних мелодија. Некадашњи руководилац Радио Телевизије Приштина и почасни грађанин Општине Зубине Поток на Косову и Метохији. Чувар српског музичког наслеђа Косова и Метохије и других република некадашње Југославије.

## Биографија
Основну школу завршио је у Зубином Потоку, средњу музичку у Призрену а први степен Музичке академије у Сарајеву. Радио је као педагог у Нижој музичкој школи у Сарајеву, а затим као продуцент у дискографској кући „Југотон“ у Загребу. Повремено је сарађивао са „Дискосом“ у Александровцу и ПГП РТБ-еом, да би доцније постао и уредник у „Југотону“. Сарајево је напустио после рата у Босни и Херцеговини. Потом је био руководилац Музичке продукције РТ Приштина у Приштини све до 1999. године, када је по други пут у животу био прогнан. До пензионисања 2009. године ради као професор музике у средњој школи у Зубином Потоку. .

## Композиторски рад
Благоје Кошанин је од оних српских композитора народне музике који су свој музички израз везали за традиционално народно певање, стварајући тако нову музику на препознатљивој мелодици с елементима народног фолклора. Дебитовао је на фестивалу „Илиџа“ 1967. године на коме је освојио другу награду публике песмом „Без љубави све је пусто“, у интерпретацији Недељка Билкића, и другу награду стручног жирија песмом „Зашто ме не волиш“ у интерпретацији Заима Имамовића. Следеће године је тријумфовао на „Илиџи“ песмом „Ти припадаш другоме“ у интерпретацији Н. Билкића, а 1969. осваја другу награду публике песмом „Одлази, одлази“ у извођењу Томе Здравковића. Након 1970. године дошли су нове композиције и нове награде на фестивалима „Вогошћа“ и „Београдски сабор“. Његове песме су певали врхунски певачи народне музике: Заим Имамовић, Недељко Билкић, Тома Здравковић, Силвана Арменулић, Нада Обрић, Неџад Салковић, Милан Бабић, Беба Селимовић, Мехо Пузић, Мирослав Илић и други, а у телевизијским серијама Мија Алексић, Миодраг Петровић Чкаља и Јован Јанићијевић Бурдуш.

## Стваралаштво
- Нада Обрић: Дуго те, дуго, очекујем, Ко је крив за моју тугу, Не дозволи да те друга воли, Ој, љубави моја прошла, Сад ми требаш, Сузе теку саме, Чувај ме
- Нада Мамула: Где си ноћас када киша пада
- Беба Селимовић: Пролазе дани, Само ти
- Недељко Билкић: Без љубави све је пусто
- Тома Здравковић: Кафана је моја истина, Одлази, одлази, Пукла жица на гитари
- Мирослав Илић: Целе ноћи пијем друже
- Милан Бабић: Баш ми се не да
- Силвана Арменулић: Оставите тугу моју
- Слободан Лалић: Не причај приче
- Заим Имамовић: Зашто ме не волиш
- Станимир Лале Петровић: Пијем друже, а ти ми помажеш
- Мехо Пузић: Једном се живи, Плакала си синоћ
- Мухамед Мујкановић: Проклет да је живот цијели
- Душко Кулиш: Без тебе је горко вино, Нису моје године за тебе
- Неџад Салковић: Ноћас нек се пјева
- Хамид Рагиповић Беско: Ја те волим од живота више, Она не зна да је волим
- Зорица Марковић: Чувај се
- Дует Зекија Мехурић - Славица Кравос: Иди, иди драгане

## Дискографија
- Најлепше песме Благоја Кошанина, CD са 20 композиција и интерпретација, ПГП РТС, 2006.